# 加里·梅尔基翁尼
加里·丹尼斯·梅尔基翁尼（英語：Gary Dennis Melchionni，1951年1月19日—），美国NBA联盟前职业篮球运动员。他在1973年的NBA选秀中第2轮第33顺位被菲尼克斯太阳选中。